# My Own Private Armageddon
My Own Private Armageddon è il primo album in studio della band deathcore italiana Slowmotion Apocalypse, pubblicato il 26 aprile 2005.
Nel 2006  la band ha ripubblicato l'album con Scarlet Records con alcune tracce bonus e un videoclip.

## Tracce
1. The beginnig of the apocalypse
2. The Insomniac
3. Kill in progress
4. Vote for extinction
5. Psychic war 2.0
6. Las generation Humans
7. Filth
8. My future is burning
9. Through is flesh
10. The art of self blood drinking

## Formazione
- Alberto Zannier - voce
- Nicolas Milanese - chitarra
- Ivan Odorico - chitarra
- Ivo Boscariol - basso
- Tommaso Corte - batteria